# مشگک
مشگک (نام علمی: Ducrosia anethifolia) یکی از گیاهان است.
مشگک در ایران از جمله در بلندی‌های بالای ۲۵۰۰ متر در استان کهگیلویه و بویراحمد می‌روید.

## منبع
مرکز گردشگری علمی فرهنگی دانشجویان ایران بایگانی‌شده  در ۲۸ مارس ۲۰۰۸ توسط Wayback Machine